# Siwa (animal)
Siwa es un género de arañas araneomorfas de la familia Araneidae. Se encuentra en  la Cuenca del Mediterráneo.

## Lista de especies
Según The World Spider Catalog 12.0:
- Siwa atomaria (O. Pickard-Cambridge, 1876)
- Siwa dufouri (Simon, 1874)